# Lagen
Et lagen er et stykke stof, der bruges til at dække en madras. Et lagen beskytter personen og overfladen mod snavs og gør det nemmere at holde madras og tæpper rene.

## Typer af lagen
- Boxlagen: Trækkes omkring for eksempel en boxmadras, men uden at dække en eventuel topmadras. Har elastik.
- Faconlagen: Trækkes omkring for eksempel en boxmadras, men uden at dækken en eventuel topmadras. Kan have variabel højde. Har elastik.
- Kappelagen: Skjuler fodenden og siderne på madrassen.
- Kuvertlagen: Anvendes til en topmadras. Har ingen elastik.
- Skånelagen: Lægges mellem madras og lagen.
- Stiklagen: et fladt lagen. Kaldes også glatlagen
- Toplagen: Anvendes til topmadrasser. Kaldes også topmadraslagen
- Vådliggerlagen: lavet af vandafvisende stof